# Lonchura molucca
Il passero delle Molucche (Lonchura molucca Linneo, 1766) è un uccello passeriforme appartenente alla famiglia degli estrildidi.

## Tassonomia
In passato venivano riconosciute tre sottospecie di questo uccello: oltre alla sottospecie nominale, infatti, sono state classificate la sottospecie propinqua, priva del caratteristico disegno ventrale, e la sottospecie vagans, munita di un sottile collarino bianco ad orlare la mascherina nera. Le classificazioni più recenti, tuttavia, tendono a considerare la specie come monotipica.

## Distribuzione e habitat
Come intuibile dal nome comune, il passero delle Molucche è diffuso nelle omonime isole, oltre che su Celebes, Timor e nelle piccole Isole della Sonda orientali.
L'habitat preferito di questo uccello è rappresentato dalle zone di savana co presenza di boscaglia ed aree cespugliose più o meno estese, al di sotto dei 1000 m d'altezza: questa specie si è inoltre ben adattata alla convivenza con l'uomo ed ha colonizzato anche le aree coltivate, i cortili ed i giardini.

## Descrizione

### Dimensioni
Misura circa 11 cm di lunghezza, compresa la coda.

### Aspetto
Si tratta di un uccello dall'aspetto robusto, con forte becco tozzo e di forma conica.

La regione dorsale (nuca, dorso, ali e codione) è di un colore bruno molto caldo, con tendenza a scurirsi sulle ali. Sulla faccia è presente una mascherina nera che raggiunge la fronte e le guance e si prolunga in una gorgiera che copre anche il petto: anche la coda è nera, mentre il ventre ed il sottocoda sono di colore bianco, con presenza di striature orizzontali nere su ciascuna penna che danno al piumaggio del ventre un caratteristico effetto marmorizzato. Gli occhi sono di colore bruno scuro, le zampe sono carnicino-grigiastre, il becco è nerastro superiormente e grigio inferiormente. I due sessi sono simili, sebbene a parità d'età i maschi tendano a presentare tonalità più dorate rispetto alle femmine nella colorazione bruna del dorso, in particolare alla base del collo.

## Biologia
Si tratta di uccelli diurni, che passano la maggior parte del giorno al suolo, spostandosi a coppie od in piccoli gruppi alla ricerca di cibo e rifugiandosi poi al calar della sera nel folto della vegetazione arborea.

### Alimentazione
Il passero delle Molucche è una specie essenzialmente granivora, che è in grado di avere ragione grazie al forte becco anche di involucri piuttosto coriacei e che perciò può nutrirsi di una vasta gamma di piccoli semi, integrando la propria dieta anche con altro materiale di origine vegetale (germogli, bacche, frutti) e molto sporadicamente anche con piccoli insetti.

### Riproduzione
Questi uccelli sono in grado di riprodursi durante tutto l'anno, tuttavia la stagione riproduttiva appare connessa alla stagione delle piogge: ad esempio, su Celebes vi sono picchi di schiuse fra luglio e settembre e durante il mese di gennaio, mentre fra Flores e Timor esse avvengono generalmente fra marzo e giugno.
Il nido viene edificato da entrambi i partner nel fitto della vegetazione ad almeno un metro d'altezza dal suolo: esso ha una struttura globosa di una quindicina di centimetri di diametro, costruita intrecciando rametti, fili d'erba ed altro materiale fibroso di origine vegetale. Al suo interno, la femmina depone 4-7 uova, che cova insieme al maschio per circa 13-15 giorni. I nidiacei sono ciechi ed implumi alla schiusa: essi vengono accuditi da entrambi i genitori e sono autosufficienti a circa un mese dalla schiusa, in quanto sebbene possano involarsi già attorno ai 18-19 giorni di vita essi tendono a restare nei pressi del nido, tornandovi per riposare assieme ai genitori durante la notte, per almeno un'altra decina di giorni.